# Araeococcus montanus
Araeococcus montanus är en gräsväxtart som beskrevs av Elton Martinez Carvalho Leme. Araeococcus montanus ingår i släktet Araeococcus och familjen Bromeliaceae. Inga underarter finns listade i Catalogue of Life.